# ГЕС Кетл
ГЕС Кетл (англ. Kettle Generating Station) – гідроелектростанція у канадській провінції Манітоба. Знаходячись між ГЕС Keeyask (вище по течії) та ГЕС Long Spruce, входить до складу каскаду на річці Нельсон, яка дренує озеро Вінніпег та тече до Гудзонової затоки).
У районі станції річку перекрили комбінованою греблею, яка включає бетонну ділянку з машинним залом та водоскидами довжиною 575 метрів і земляну частину довжиною 310 метрів. Разом з розташованою південніше допоміжною земляною дамбою довжиною 1200 метрів вона утримує витягнуте по долині річки на 36 км водосховище з площею поверхні 337 км² та незначним припустимим коливанням рівня в операційному режимі між позначками 140,2 та 141,1 метра НРМ.
Інтегрований у правобережну частину греблі машинний зал довжиною 380 метрів обладнаний 12 пропелерними турбінами потужністю по 102 МВт, які при напорі у 30 метрів забезпечують виробництво 7070 млн кВт-год електроенергії на рік.
Видача продукції відбувається по ЛЕП, що працюють під напругою 138 кВ (змінний струм) та 450 кВ (лінія прямого струму високої напруги — HVDC).